# Валя-Крішулуй (комуна)
Валя-Крішулуй (рум. Valea Crișului) — комуна у повіті Ковасна в Румунії. До складу комуни входять такі села (дані про населення за 2002 рік):
- Валя-Крішулуй (1659 осіб) — адміністративний центр комуни
- Калнік (516 осіб)

Комуна розташована на відстані 166 км на північ від Бухареста, 5 км на північ від Сфинту-Георге, 31 км на північний схід від Брашова.

## Населення
За даними перепису населення 2002 року у комуні проживали 3463 особи.
Національний склад населення комуни:
| Національність | Кількість осіб | Відсоток |
| -------------- | -------------- | -------- |
| угорці         | 3367           | 97,2%    |
| румуни         | 72             | 2,1%     |
| цигани         | 22             | 0,6%     |
| німці          | 1              | < 0,1%   |
| чанго          | 1              | < 0,1%   |

Рідною мовою назвали:
| Мова      | Кількість осіб | Відсоток |
| --------- | -------------- | -------- |
| угорська  | 3397           | 98,1%    |
| румунська | 64             | 1,8%     |
| німецька  | 2              | 0,1%     |

Склад населення комуни за віросповіданням:
| Релігія                                       | Кількість осіб | Відсоток |
| --------------------------------------------- | -------------- | -------- |
| римо-католики                                 | 1637           | 47,3%    |
| реформати                                     | 884            | 25,5%    |
| унітарії                                      | 839            | 24,2%    |
| православні                                   | 60             | 1,7%     |
| адвентисти                                    | 17             | 0,5%     |
| не релігійні                                  | 10             | 0,3%     |
| греко-католики                                | 5              | 0,1%     |
| лютерани (Синодально-пресвітеріанська церква) | 3              | 0,1%     |
| атеїсти                                       | 2              | 0,1%     |